# خرس گریزلی

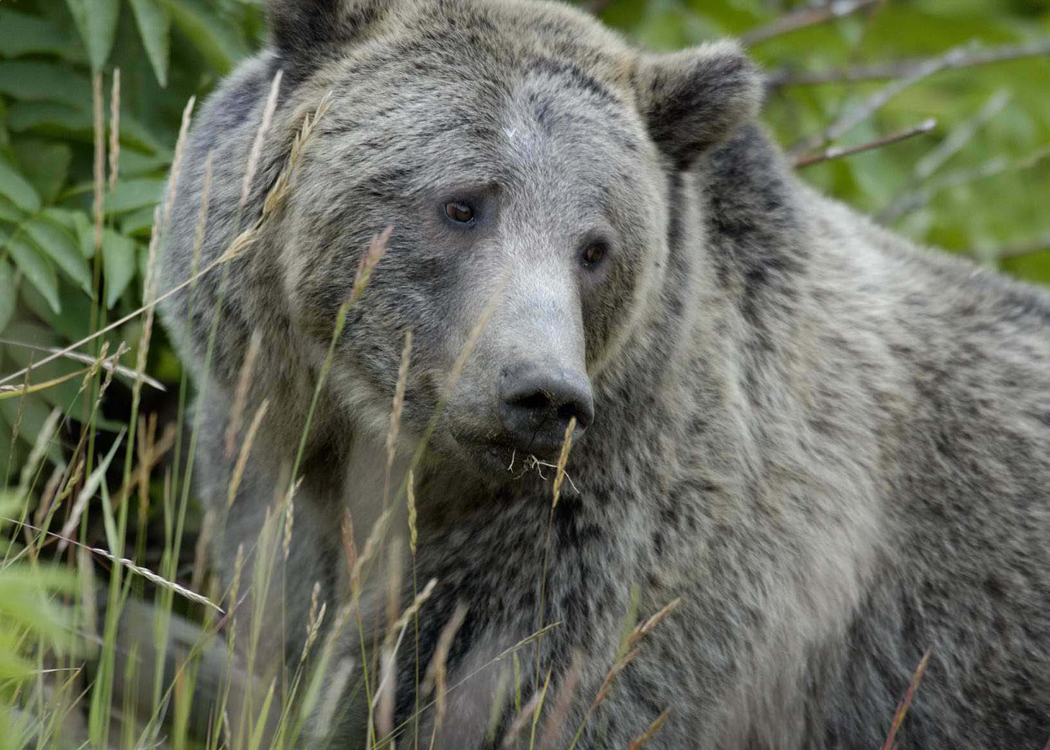
خرس خاکستری ماده

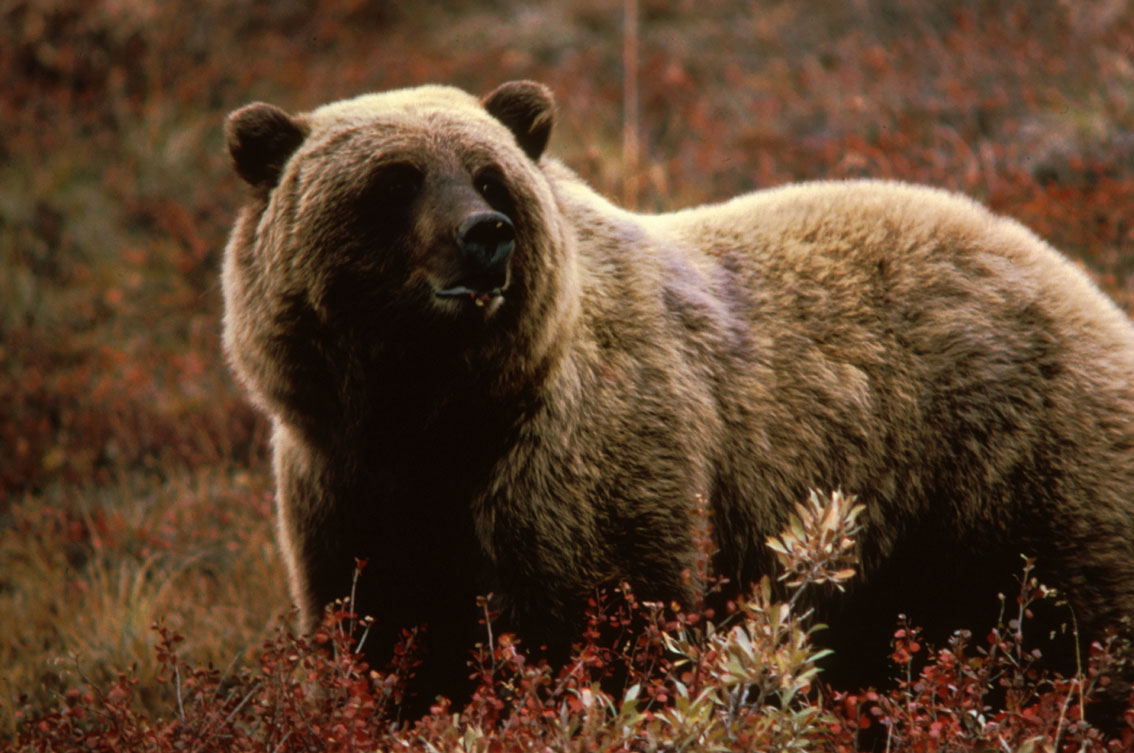
خرس گریزلی

خرس گریزلی (به انگلیسی: Grizzly bear) یا خرس قهوه‌ای آمریکای شمالی زیرگونه یا جمعیتی از خرس قهوه‌ای است که عموماً در ارتفاعات مناطق غربی آمریکای شمالی زندگی می‌کند. گمان می‌رود که خرس گریزلی از نژاد خرس‌های گریزلی سیاه مشتق شده باشد که در حدود ۱۰۰۰۰۰ سال پیش، از مناطق شرقی روسیه وارد آلاسکا و ۱۳۰۰۰ سال پیش با عبور از آلاسکا وارد مناطق جنوبی شده است.
سایر اشکال مورفولوژیکی خرس قهوه‌ای در آمریکای شمالی نیز گاهی به‌عنوان خرس گریزلی شناخته می‌شوند که شامل سه جمعیت زندهٔ - خرس کودیاک (U. a. middendorffi)، خرس کامچاتکا (U. a. beringianus) و گریزلی شبه‌جزیره‌ای (U. a. gyas) و همچنین جمعیت‌های منقرض‌شدهٔ گریزلی کالیفرنیا (U. a. californicus †) گریزلی مکزیکی (U. a. nelsoni †) و گریزلی اونگاوا لابرادور (U. a. ungavaesis †) است. به‌طور متوسط، خرس‌های گریزلی در نزدیکی ساحل، بزرگ‌تر از گریزلی‌های دور از ساحل هستند. خرس قهوه‌ای اوسوری که ساکن روسیه، شمال چین، ژاپن و کره است نیز گاهی با عنوان «گریزلی سیاه» شناخته می‌شود.

## ویژگی‌ها

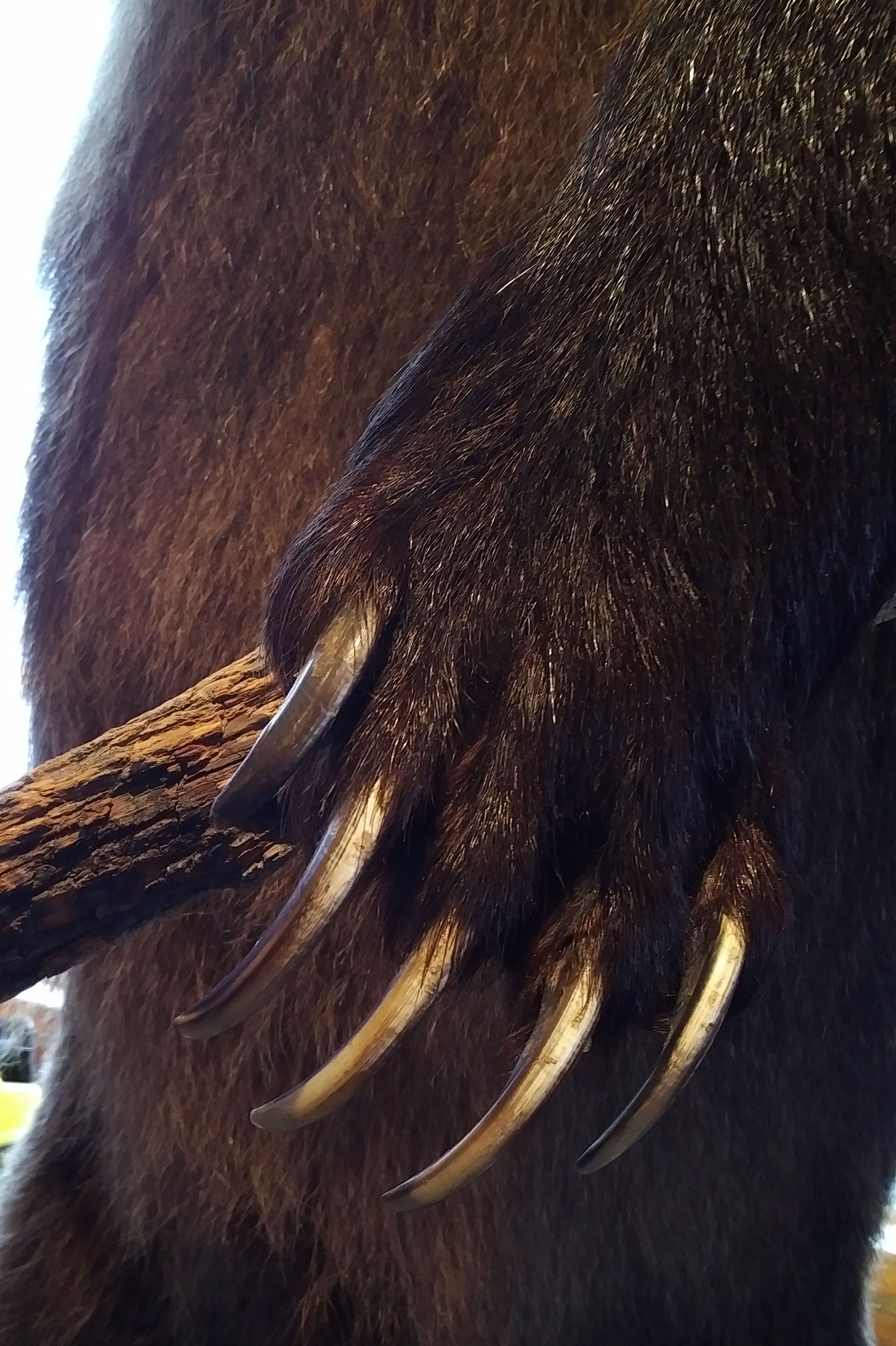
پنجه‌های گریزلی، دریاچه لوئیز، آلبرتا.

خرس‌های گریزلی معمولاً جانورانی منزوی بوده و به تنهایی زندگی می‌کنند. البته خرس‌های گریزلی در زمان مهاجرت ماهی‌های آزاد در کناره سواحل و رودخانه‌ها و دریاچه‌ها و تالاب‌ها برای صید ماهی تجمع می‌کنند. خرس‌های ماده هر دو سال یک بار، یک تا چهار توله به دنیا می‌آورند (معمولاً دو توله) که دارای جثه کوچکی بوده و فقط در حدود ۵۰۰ گرم وزن دارند. خرس ماده نسبت به توله‌هایش حساس است و اگر احساس خطر کند دست به حمله می‌زند. در مجموع این حیوان معمولاً از انسان‌ها دوری کرده و تا زمانی که احساس خطر یا نگرانی نکند به انسان حمله نمی‌کند.

خرس‌های گریزلی مادهٔ بالغ، وزنی بین ۲۵۰ تا ۴۰۰ کیلوگرم و خرس‌های نر وزنی بین ۴۵۰ تا ۶۰۰ کیلوگرم دارند. طول متوسط این‌گونه ۲۳۰ سانتی‌متر، قامت متوسط آن‌ها در حالت چهار دست و پا ۱۴۵ سانتی‌متر بوده و در حالت ایستاده به حدود ۲۸۰ سانتی‌متر می‌رسد.

## نگارخانه

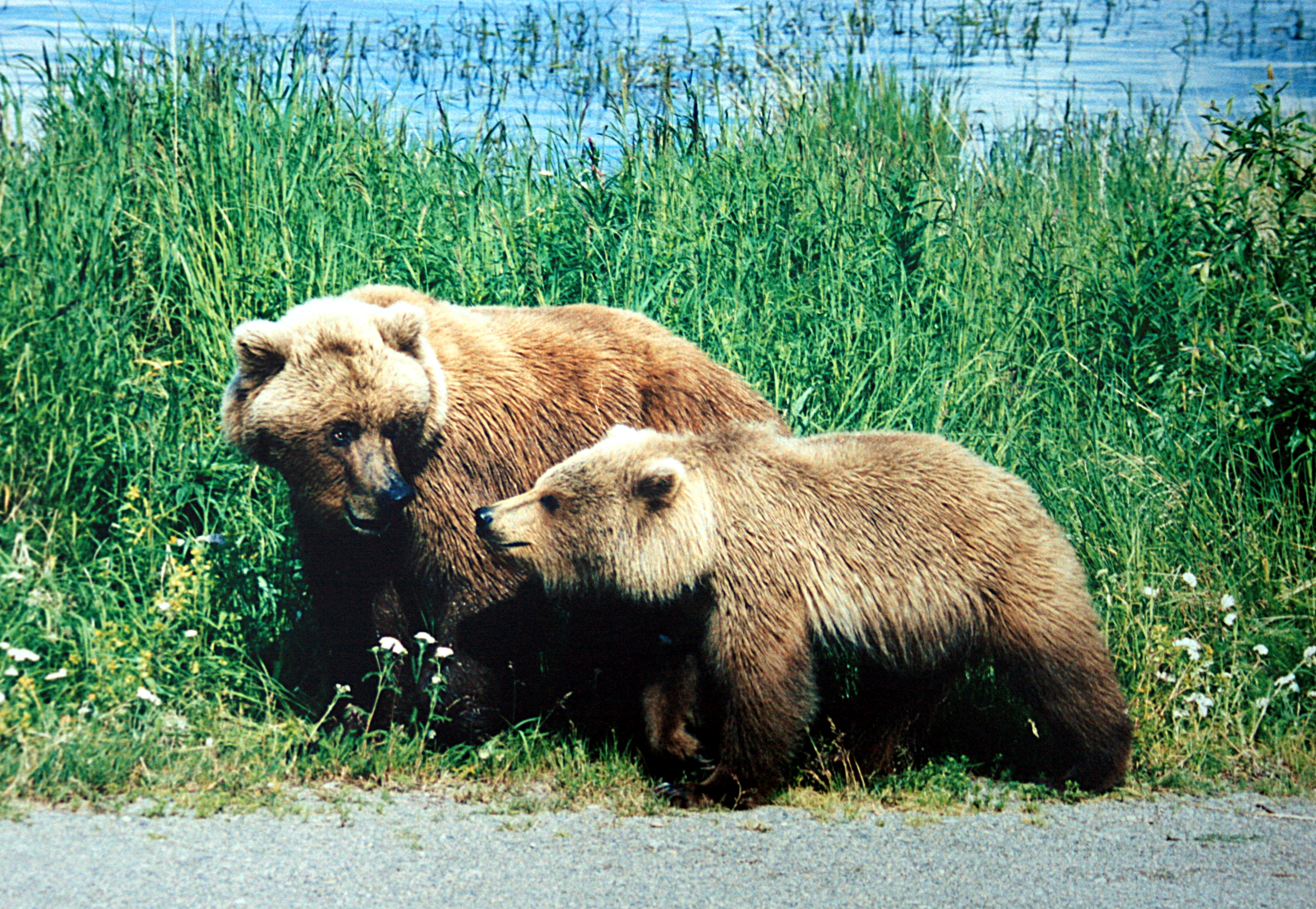
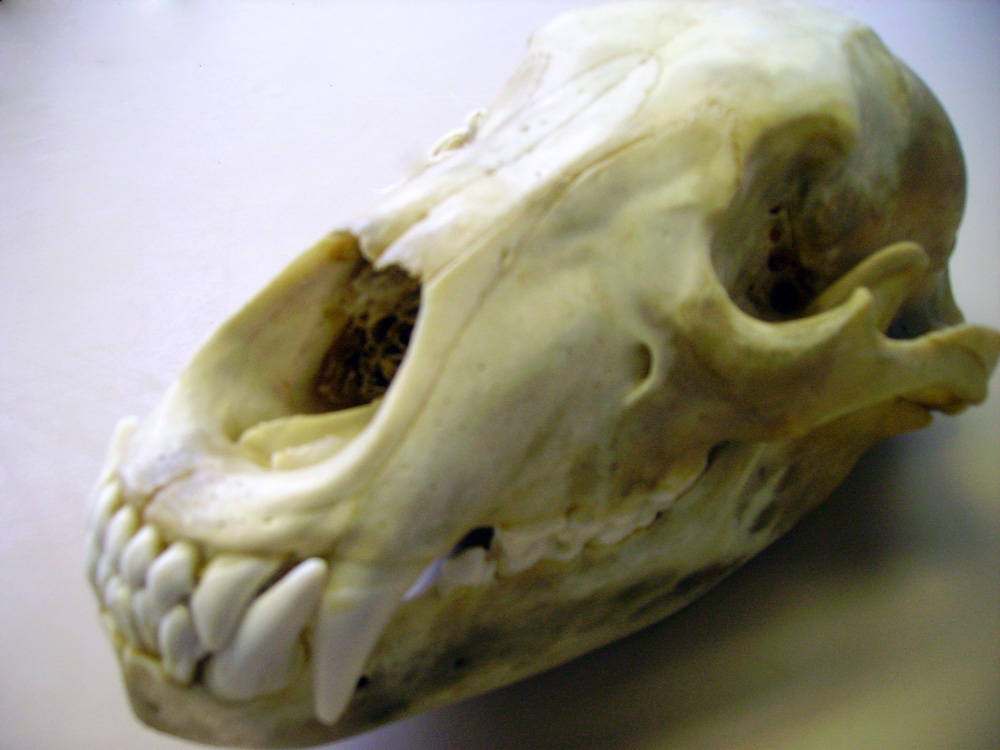

## منایع
- مشارکت‌کنندگان ویکی‌پدیا. «Grizzly Bear». در دانشنامهٔ ویکی‌پدیای انگلیسی، بازبینی‌شده در ۱۱ آوریل ۲۰۱۳.
- Grizzly Bear
- | آیکون خرد | این یک مقالهٔ خرد پستانداران است. می‌توانید با گسترش آن به ویکی‌پدیا کمک کنید. |